# Childrens Hospital
Childrens Hospital (noto anche come Children's Hospital per i webisodi correlati) è una serie televisiva statunitense del 2008, creata da Rob Corddry.
Parodia dei medical drama, Childrens Hospital è nata originariamente come webserie di 10 episodi su TheWB.com, pubblicata in anteprima l'8 dicembre 2008. Adult Swim ha acquisito i diritti della serie nel 2009 e ha iniziato a trasmettere gli episodi nel 2010.
La trama è incentrata sul personale del Childrens Hospital, un ospedale pediatrico che prende il nome dal Dott. Arthur Childrens. L'ospedale viene immotivamente e sporadicamente menzionato per essere situato in Brasile (nella quinta stagione in una base militare americana in Giappone), nonostante lo staff non faccia sforzi per cercare di nascondere la posizione corretta situata a Los Angeles, in California. 
La serie è stata trasmessa per la prima volta negli Stati Uniti su Adult Swim dall'11 luglio 2010 al 15 aprile 2016, per un totale di 86 episodi ripartiti su sette stagioni.
Ha generato tre spin-off: NTSF:SD:SUV:: e Newsreaders, andati in onda su Adult Swim, e Medical Police di Netflix.

## Trama
La serie è una parodia delle più famose serie mediche americane (Scrubs - Medici ai primi ferri, Dr. House - Medical Division, Grey's Anatomy, Private Practice, E.R. - Medici in prima linea e altre), da cui riprende spesso espedienti narrativi e personaggi, ma riutilizzati in contesti assurdi e grotteschi. Gli episodi sono quasi totalmente ambientati all'interno dell'omonimo ospedale, il Childrens Hospital, nel quale si seguiranno le vite quotidiane dei medici.

## Episodi
| Stagione         | Episodi | Prima TV USA | Prima TV Italia |
| ---------------- | ------- | ------------ | --------------- |
| Webserie         | 10      | 2008         | inediti         |
| Prima stagione   | 5       | 2010         | inedita         |
| Seconda stagione | 12      | 2010         | inedita         |
| Terza stagione   | 14      | 2011         | inedita         |
| Quarta stagione  | 14      | 2012         | inedita         |
| Quinta stagione  | 14      | 2013         | inedita         |
| Sesta stagione   | 14      | 2015         | inedita         |
| Settima stagione | 13      | 2016         | inedita         |

## Personaggi e interpreti

### Personaggi principali
- Dr. Blake Downs (stagioni 1-7), interpretato da Rob Corddry.
Conduce il suo lavoro mentre indossa il trucco da pagliaccio e il camice da chirurgico dipinto di rosso per apparire insanguinato. Crede nel "potere curativo delle risate" invece che nella medicina. Spesso spaventa i bambini pazienti a causa del suo aspetto. In un'occasione viene implicato che il suo vero nome è Mr. Bojiggles. Viene brutalmente ucciso alla fine della quarta stagione, tuttavia viene rianimato all'inizio della quinta. In seguito viene scoperto che l'ospedale ha una serie di dottori clonati con il trucco da pagliaccio a cui viene insegnata la storia di Blake Downs, in modo che quando uno muore, un altro viene attivato.
- Dr. Catholomule "Cat" Black (stagioni 1-7), interpretata da Lake Bell.
L'ex fidanzata di Glenn Richie, che ha un debole per la sua coinquilina Lola Spratt. Ha narrato la serie durante la prima stagione e di solito vaga per l'ospedale, pensando a pensieri fintamente profondi come i personaggi di Scrubs - Medici ai primi ferri e Grey's Anatomy. Inizia a frequentare Little Nicky, un bambino di sei anni con una malattia avanzata dell'invecchiamento, e muore dando alla luce suo figlio, anch'egli affetto dalla stessa malattia. In seguito si scopre che non è deceduta, rivelando tuttavia che ha perso tutte le sue precedenti conoscenze mediche. Nonostante i suoi sentimenti per Lola, rifiuta spesso le avances del capo. In un episodio rivela di essere cresciuta in Senegal.
- Dr. Glenn Richie (stagioni 1-7), interpretato da Ken Marino.
Un medico ebreo ed ex fidanzato di Cat Black. Indossa spesso la kippah tuttavia a causa del divorzio dei suoi genitori, non ha mai avuto il suo bar mitzvah fino all'episodio Party Down. Viene considerato il "playboy" dell'ospedale, avendoci provato con la maggior parte dei personaggi tranne Sy e Blake. Il Dr. Richie è apparso per la prima volta nel film The Ten.
- Dr. Owen Maestro (stagioni 1-7), interpretato da Rob Huebel.
Un dottore ottuso ed ex fidanzato di Lola Spratt. È un ex poliziotto di New York che ha lasciato la polizia in seguito agli attentati dell'11 settembre 2001. Il suo ex compagno di polizia Briggs cerca costantemente di convincerlo a tornare in polizia.
- Capo (stagioni 1-7), interpretata da Megan Mullally.
Il capo disabile del personale dell'ospedale che inizialmente usa le stampelle, prima di passare a un deambulatore durante la seconda stagione. I membri del personale maschile dell'ospedale spesso fanno commenti sulla loro attrazione sessuale per lei. Nonostante la sua discendenza indiana da Choctaw, il suo nome è stato scelto da sua madre durante una partita a Scrabble, al posto di "puttana". Ha avuto una cotta per Sy Mittleman, tuttavia si comporta come se lo odiasse davanti allo staff. Ha una figlia che lavora nell'immobiliare.
- Dr. Lola Adolf Spratt (stagioni 1-7), interpretata da Erinn Hayes.
La compagna di stanza di Cat, che è ossessionata da lei, ed ex fidanzata di Owen Maestro. Ha rotto con Owen fingendo di avere un tumore e ha simulato la sua morte alla fine della prima stagione poiché è crollata dopo aver ricevuto troppe e-mail. Riappare in ospedale nella seconda stagione, tuttavia nessuno capisce quando spiega di aver simulato la sua morte e tutti pensano che sia un fantasma. Quando finalmente dimostra di non essere un fantasma, rivela di essere una ventriloqua dotata, avendo finto di morire sul tavolo operatorio usando un lungo ronzio che simula un suono piatto. È anche un avvocato e ha superato l'esame poco prima di entrare in ospedale. Ha narrato la serie durante la terza stagione. È musulmana.
- Dr. Valerie Flame (stagioni 2-7), interpretata da Malin Åkerman.
Ha sostituito Cat dopo la sua morte nella seconda stagione, assumendo l'incarico di narratore fino alla terza stagione, quando viene sostituita da Lola Spratt. La sua identità segreta è quella di Derrick Childrens. Ha una relazione "amore-odio" con Blake, violentandolo in un'occasione e prendendolo a pugni più volte quando gli ha dichiarato il suo amore. È stata attratta da Cat quando ha iniziato a dedicarsi al nudismo ed è stata per breve tempo l'interesse amoroso del dottor Brian.
- Sy Mittleman (stagioni 2-7), interpretato da Henry Winkler.
L'amministratore del Childrens Hospital. Dirige la compagnia di assicurazioni proprietaria dell'ospedale. Colleziona farfalle e sembra avere un'ossessione sessuale per loro. È oggetto di molto disprezzo da parte del personale che lo liquida definendolo "un abito" nonostante si prenda sinceramente cura dei pazienti e dell'ospedale. Resiste spesso alle proposte poco professionali del capo. È felicemente sposato con figli e non ha alcun desiderio di iniziare una relazione sessuale, tuttavia alla fine cede alle avances del capo. Era un assassino la cui figlia ha tentato di ucciderlo senza successo.
- Infermiera Dori (stagione 5; ricorrente 1-4 e 6-7), interpretata da Zandy Hartig.
La madre di Nicky, che non approva la relazione di Cat con suo figlio. Dopo la morte di Little Nicky diventa un'infermiera al Childrens Hospital. È stata incinta durante la terza stagione, con il padre del bambino sconosciuto fino all'episodio A Year in the Life quando si scoprì che era Blake.
- Chet Mandvanteussen (stagione 5; ricorrente 1-4 e 6-7), interpretato da Brian Huskey.

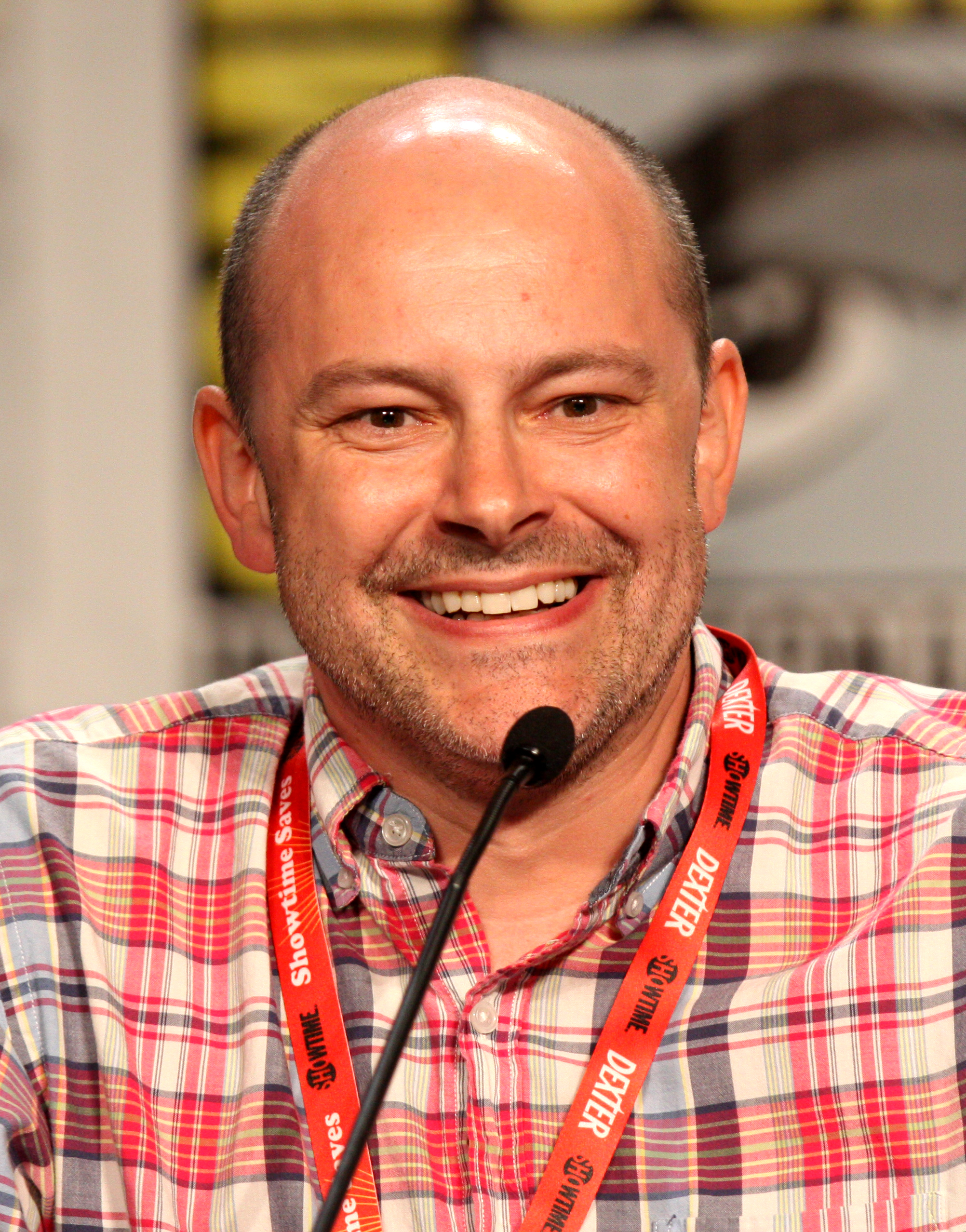
Rob Corddry al San Diego Comic-Con nel 2011
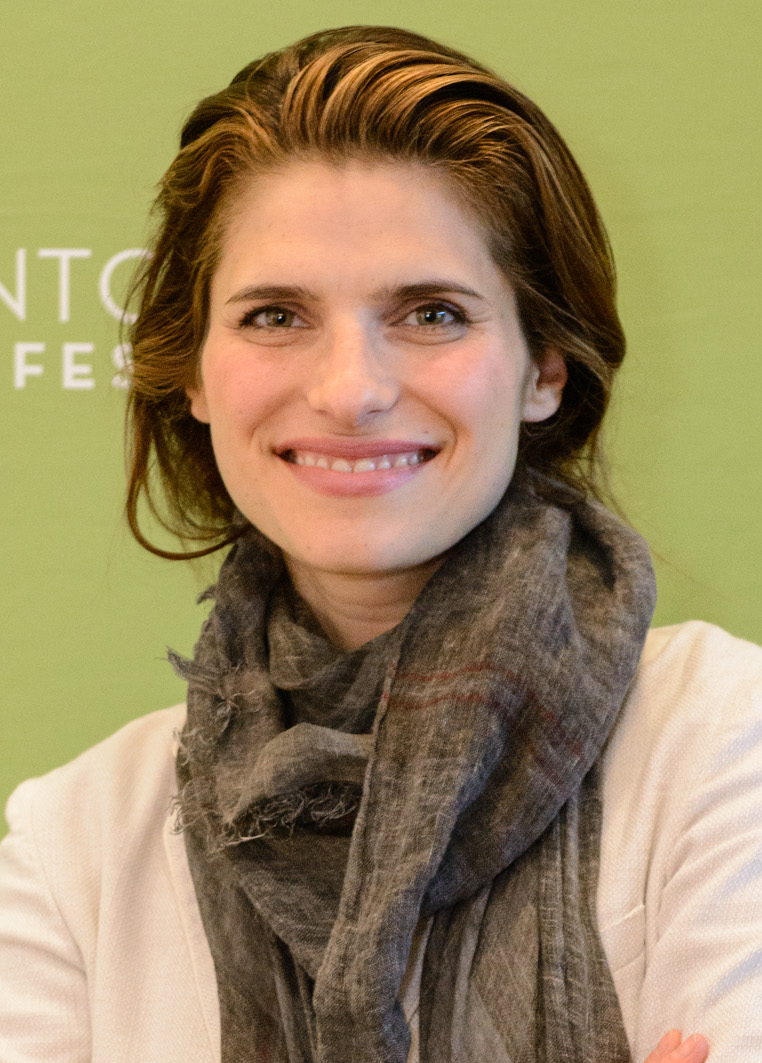
Lake Bell nel 2013
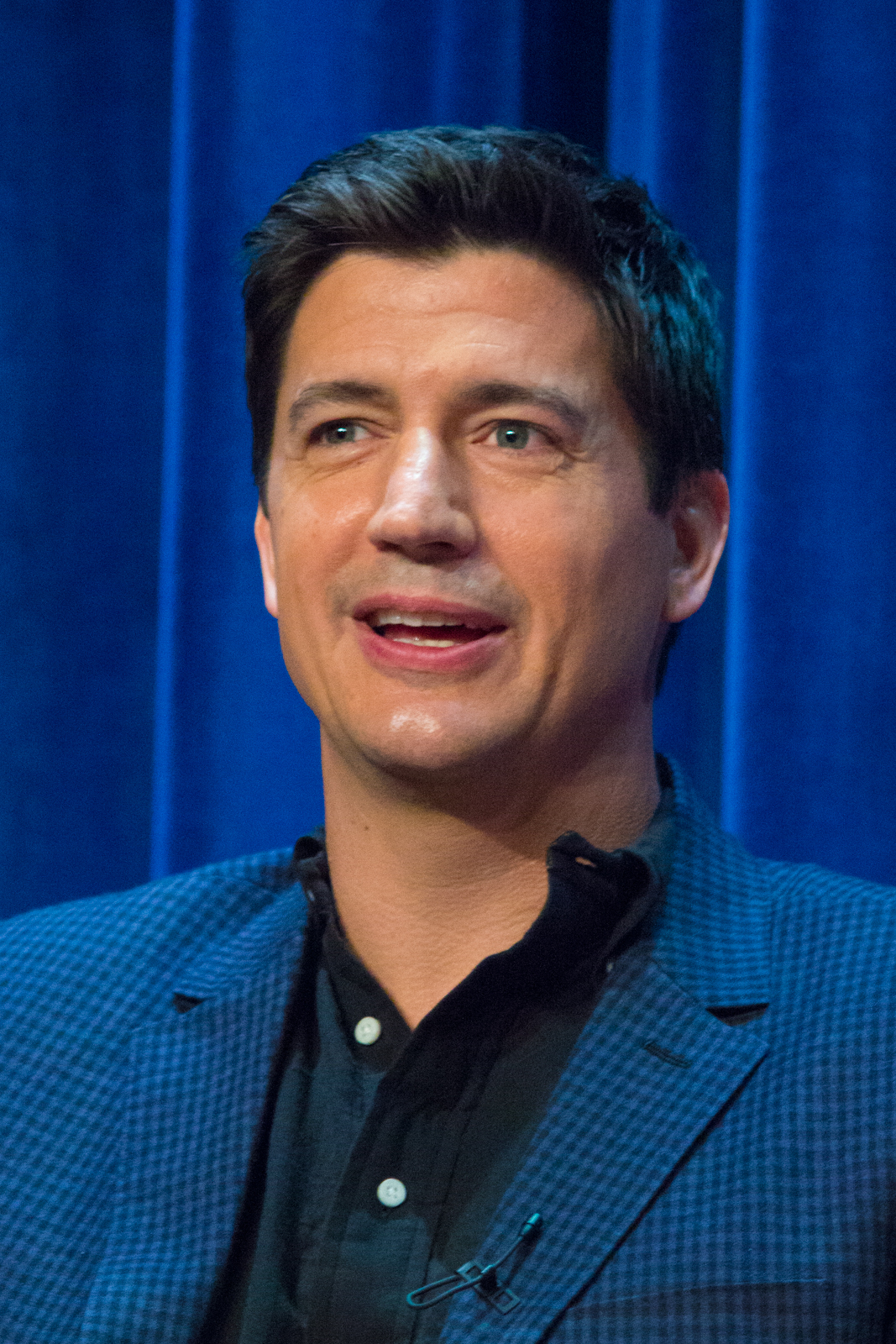
Ken Marino nel 2014
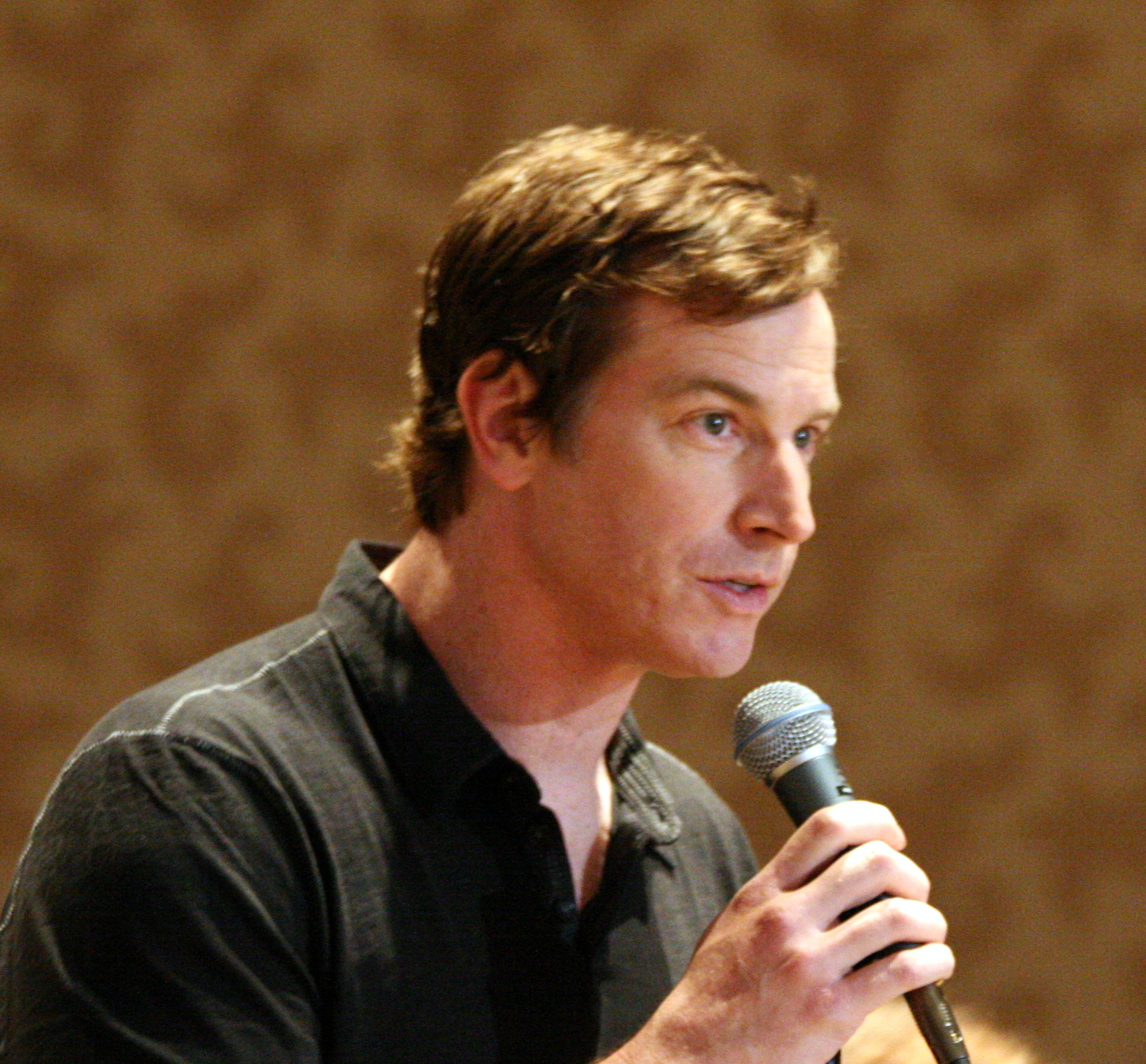
Rob Huebel al San Diego Comic-Con nel 2012
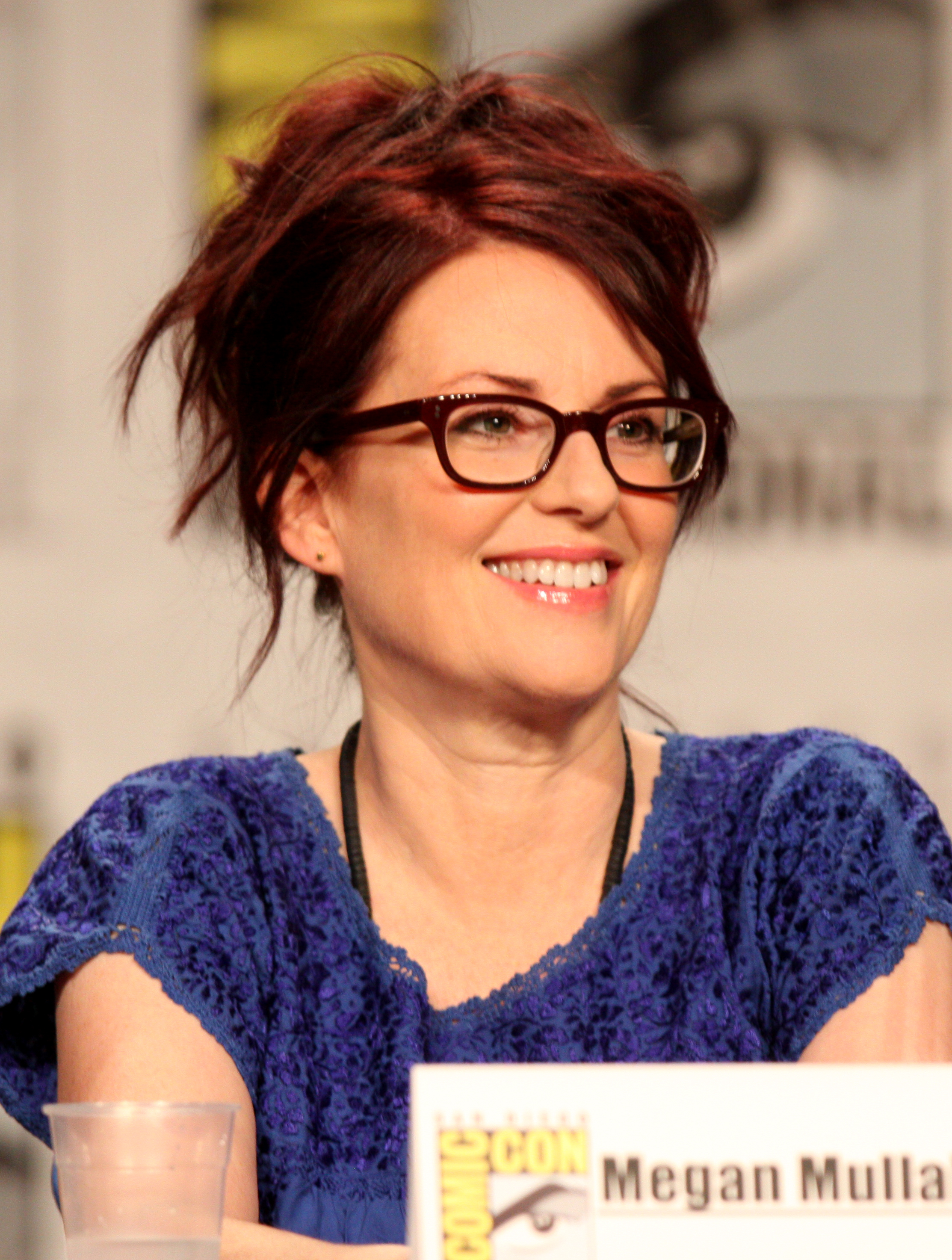
Megan Mullally al San Diego Comic-Con nel 2011
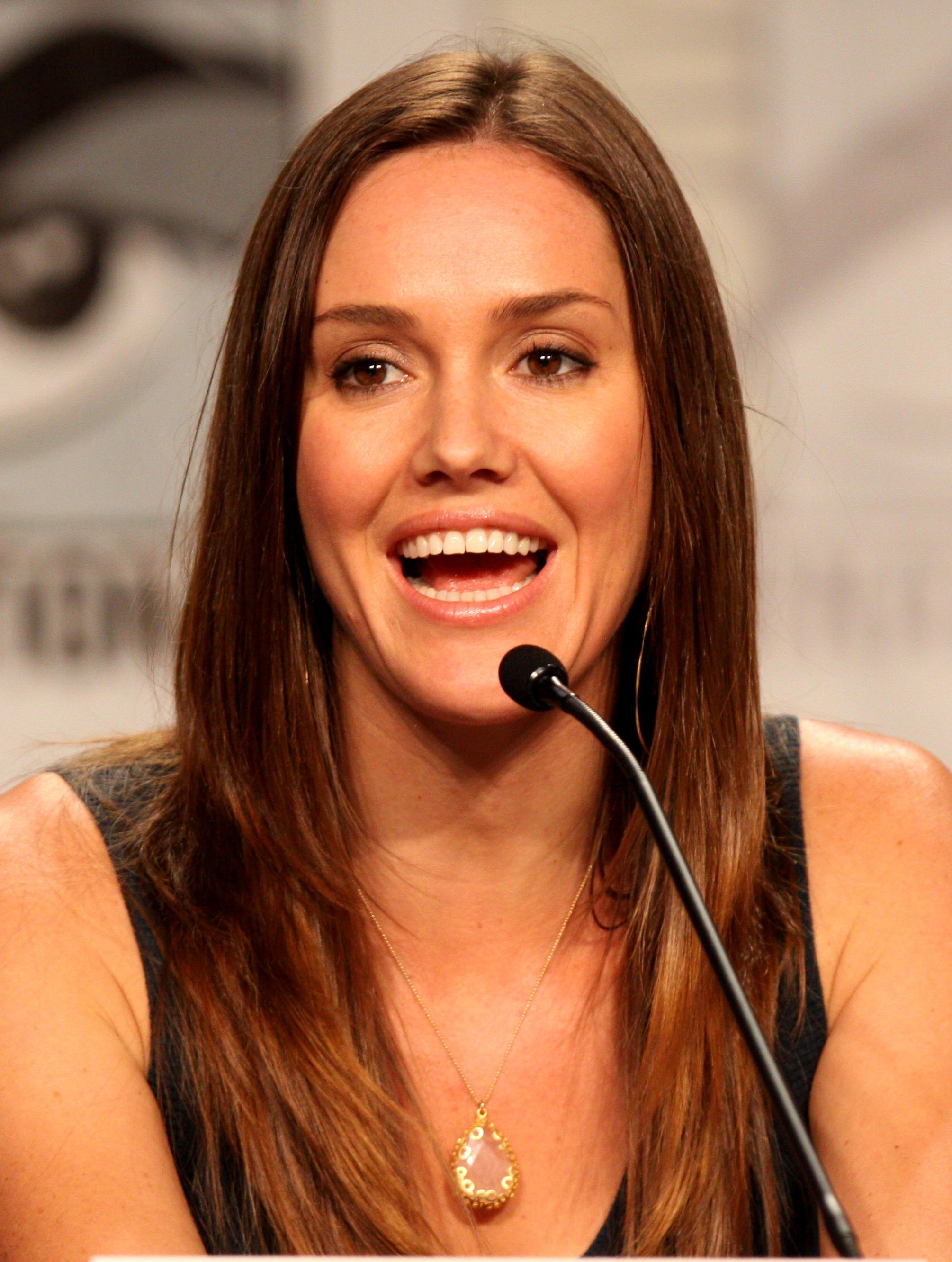
Erinn Hayes al San Diego Comic-Con nel 2011
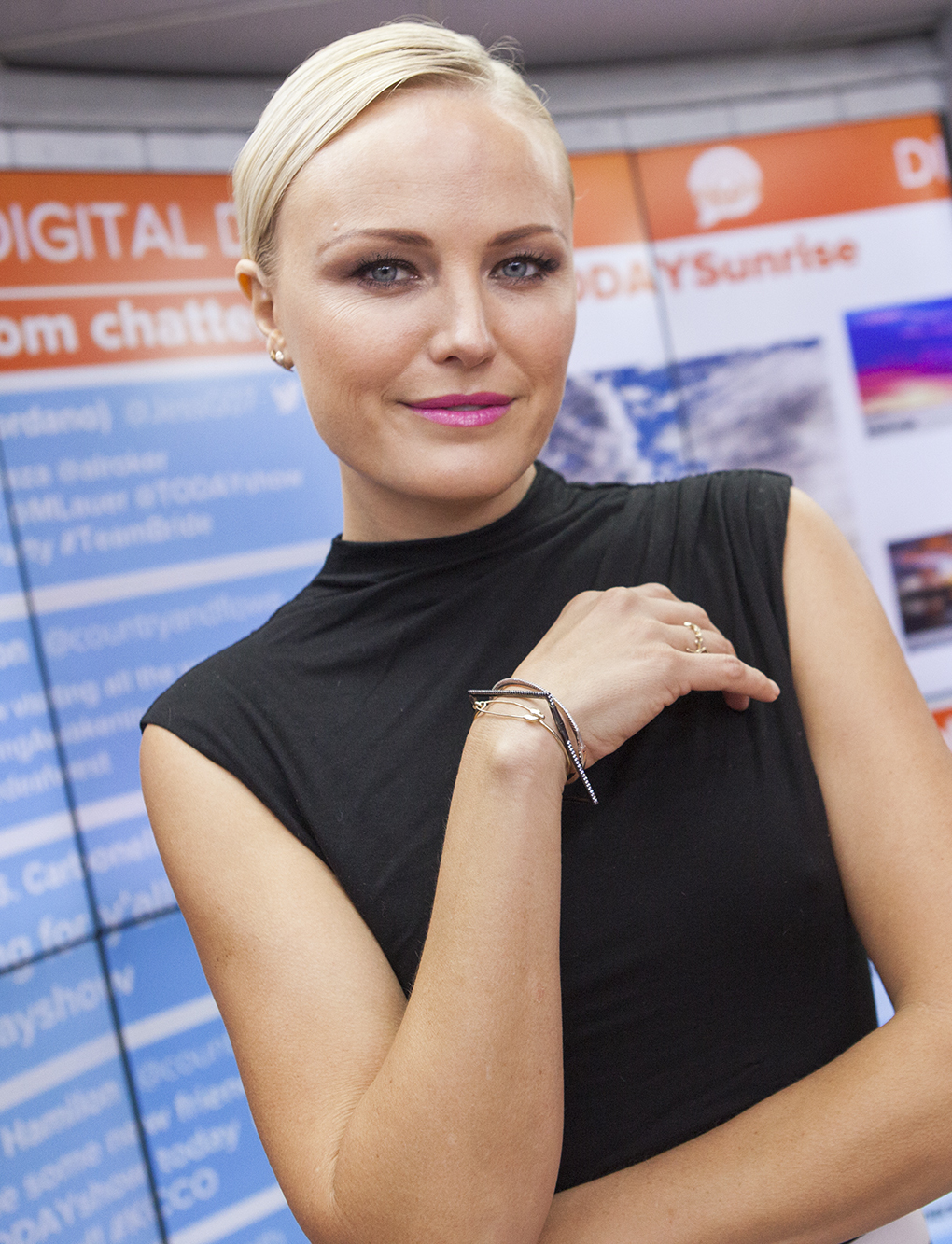
Malin Åkerman nel 2015
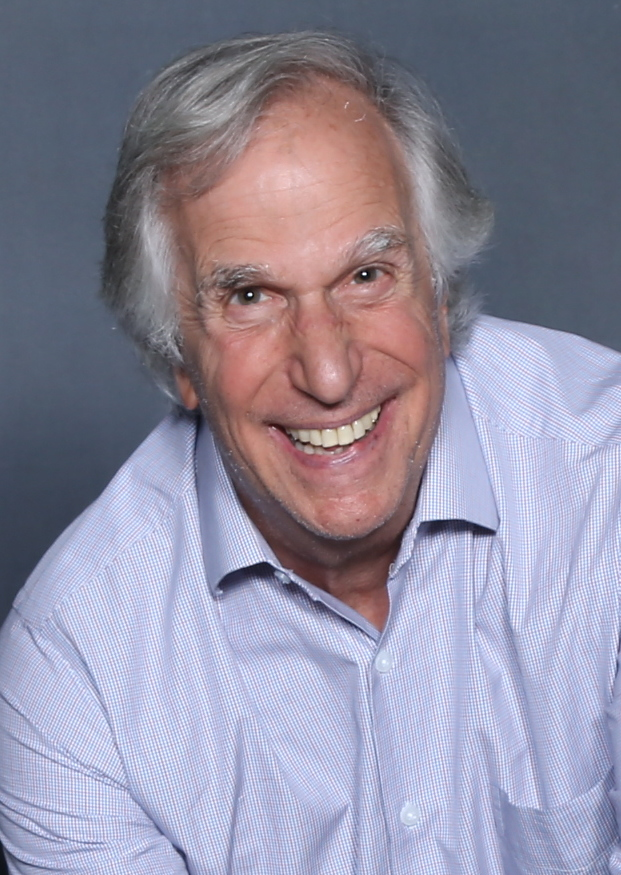
Henry Winkler al Raleigh Supercon nel 2018
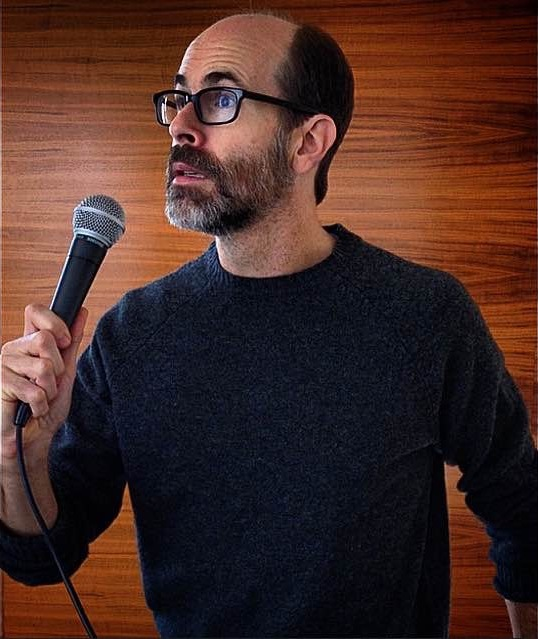
Brian Huskey nel 2014

Un paramedico inquietante che ha una cotta per il capo.  - Rob Corddry al San Diego Comic-Con nel 2011
  - Lake Bell nel 2013
  - Ken Marino nel 2014
  - Rob Huebel al San Diego Comic-Con nel 2012
  - Megan Mullally al San Diego Comic-Con nel 2011
  - Erinn Hayes al San Diego Comic-Con nel 2011
  - Malin Åkerman nel 2015
  - Henry Winkler al Raleigh Supercon nel 2018
  - Brian Huskey nel 2014

### Personaggi ricorrenti
- Sal Viscuso (stagioni 1-7), interpretato da Michael Cera.
Un membro dello staff dell'ospedale che parla al citofono.
- Infermiera Beth (stagioni 2 e 4-7), interpretata da Beth Dover.
Un'infermiera dell'ospedale.
- Ufficiale Chance Briggs (stagioni 1-7), interpretato da Nick Offerman.
L'ex partner di Owen Maestro, un baffuto poliziotto di New York.
- Little Nicky (stagioni 1-2), interpretato da Nick Kroll.
Un ragazzo con una rara malattia dell'invecchiamento rapido e in seguito il patrigno del nascituro del dottor Black. La malattia gli ha tolto la vita durante la seconda stagione.
- Dr. Jason Mantzoukas e Dr. Ed Helms (stagione 1), interpretati da Nathan Corddry e Ed Helms.
Due dottori che di solito appaiono insieme e fanno commenti sessuali sul capo.
- Dr. Max Von Sydow (stagioni 1-3), interpretato da John Ross Bowie.
Un medico che cerca di curare le condizioni del capo.
- Dr. Nate Schacter (stagione 1), interpretato da Seth Morris.
Un altro dottore pagliaccio con il quale il dottor Blake Downs sviluppa una rivalità.
- Ben Hayflick (stagione 2), interpretato da Kurtwood Smith.
Il capo della National Division of Health che sta cercando di sopprimere la cura del cancro del dottor Richie per proteggere i suoi profitti.
- Derrick Childrens (stagioni 2-3, 5 e 7), interpretato da Jon Hamm.
Il figlio del fondatore dell'ospedale pediatrico e l'identità segreta di Valerie Flame.
- Dr. Brian (stagioni 2-3, guest 5), interpretato da Jordan Peele.
Un medico nero bisessuale che se ne andò per entrare nel programma Black Hospital dell'attore Marlon Wayans. Recentemente è tornato al Childrens Hospital. Il suo slogan è "giusto!"
- Infermiera Kulap (stagioni 1-4), interpretata da Kulap Vilaysack.
Una delle infermiere del Childrens Hospital, spesso vista assistere Owen e Glenn in sala operatoria.
- Arthur Childrens (stagione 3).
Il fondatore dell'ospedale pediatrico. Ha originato la citazione: "Credo che i bambini siano il nostro futuro".
- Rabbino Jewy McJewJew (stagioni 2-7), interpretato da David Wain.
Il rivale del dottor Richie dai tempi della scuola ebraica e il cappellano dell'ospedale pediatrico.
- Louis LaFonda (stagioni 2-4), interpretato da Mather Zickel.
Il conduttore di Newsreaders, un notiziario televisivo che copre gli sviluppi nella "vita reale" del set di Childrens Hospital e lo stato dei "veri" attori del programma, i cui episodi mostrano essenzialmente il Childrens Hospital come uno show all'interno di uno show. Come il dottor Richie, è apparso per la prima volta in The Ten. In seguito si è scorporato dalla serie originale e Newsreaders è diventato un programma a sé stante.  - Michael Cera al teatro dell'Opera di Sydney nel 2012

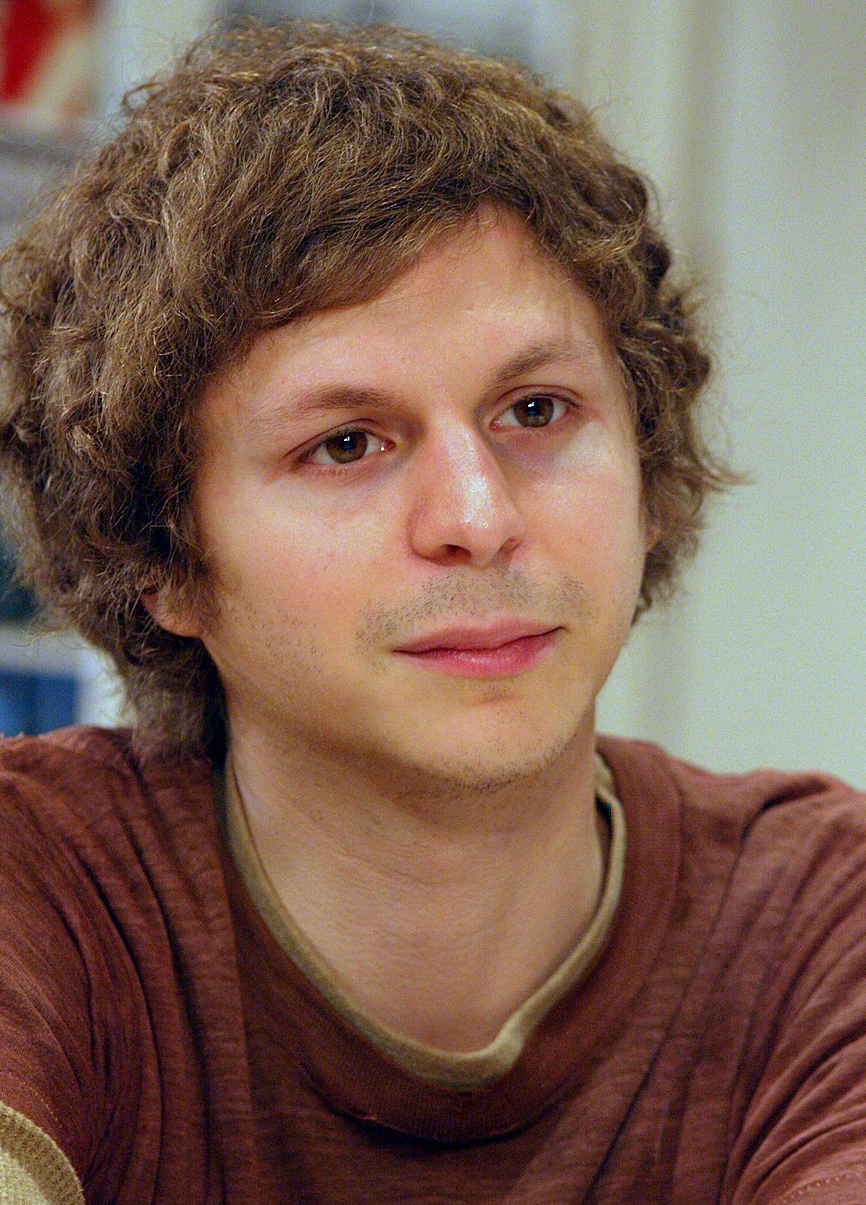
Michael Cera al teatro dell'Opera di Sydney nel 2012
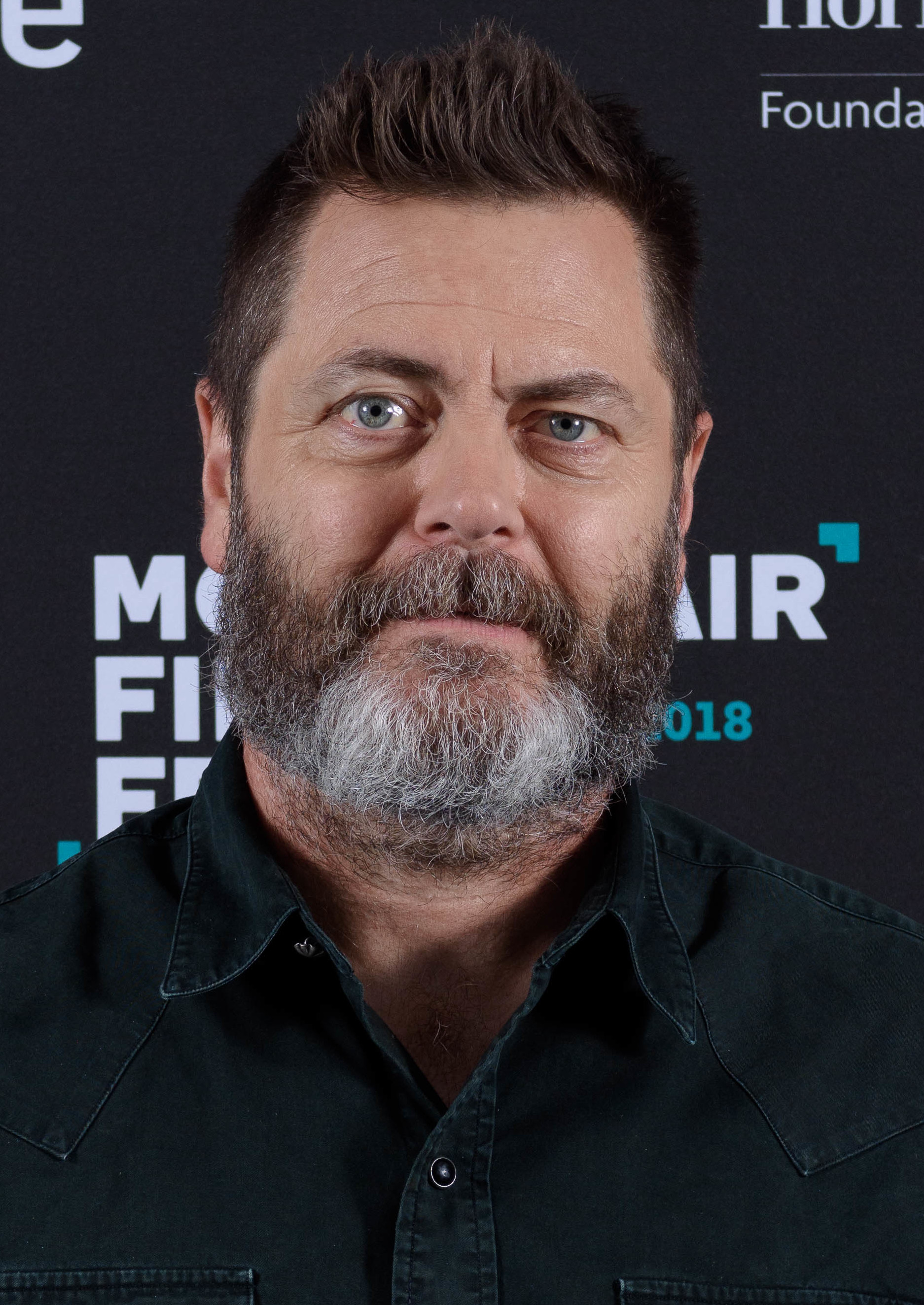
Nick Offerman al Montclair Film nel 2018
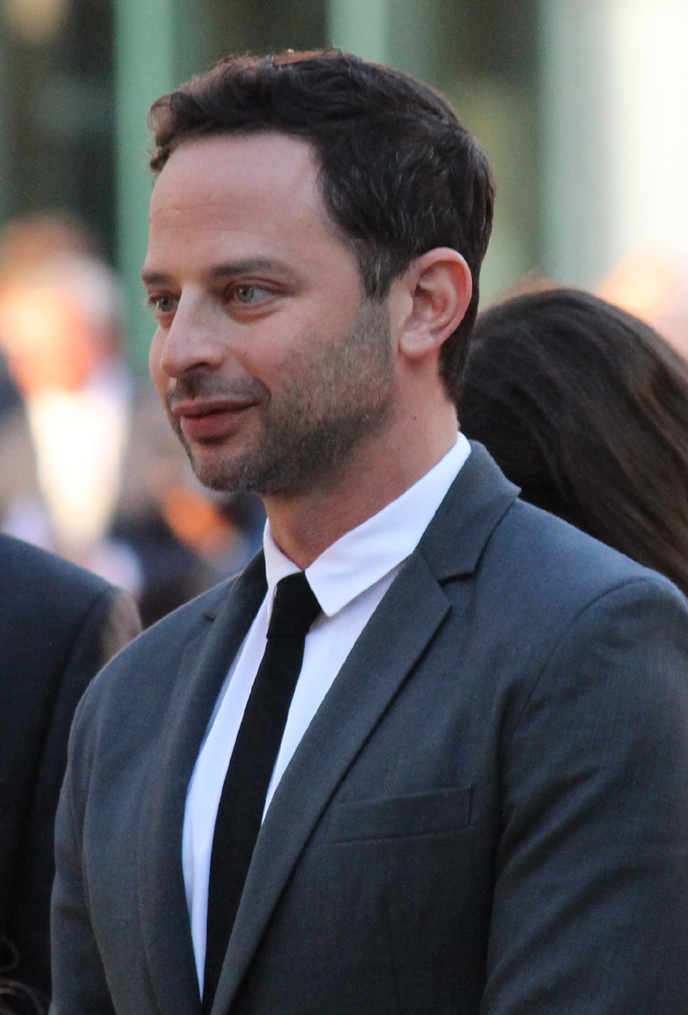
Nick Kroll al Toronto International Film Festival nel 2016
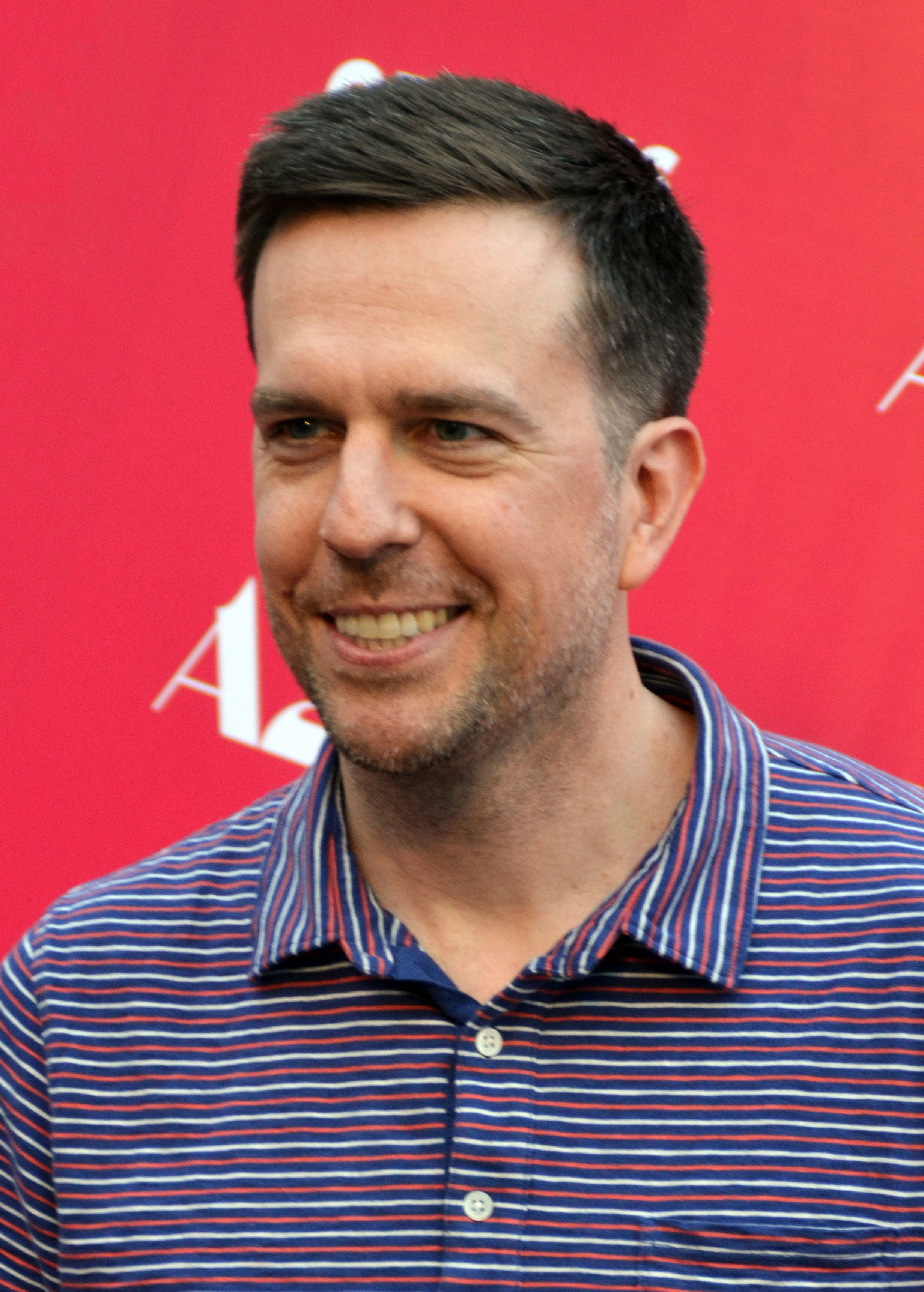
Ed Helms nel 2014
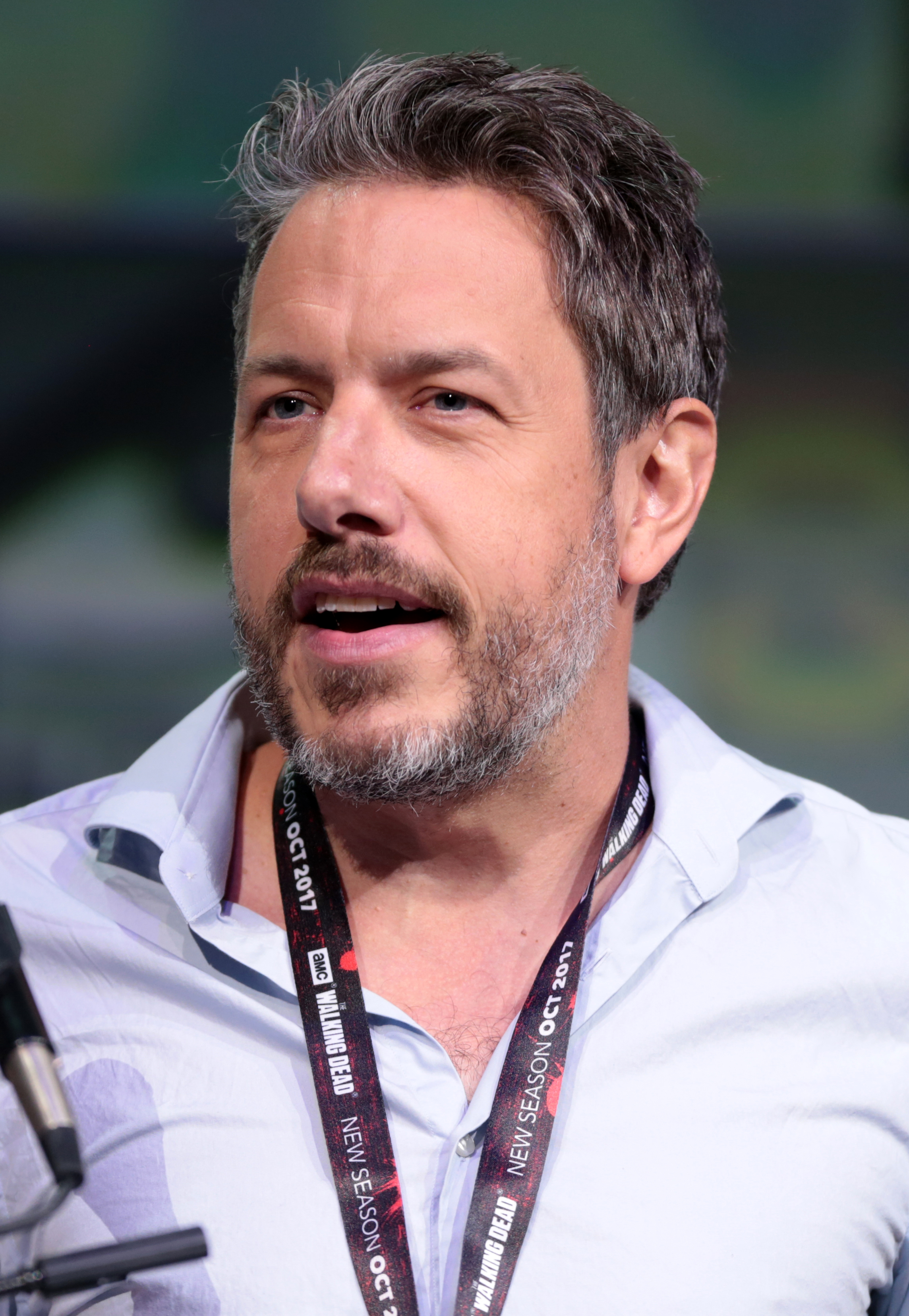
John Ross Bowie al San Diego Comic-Con nel 2017
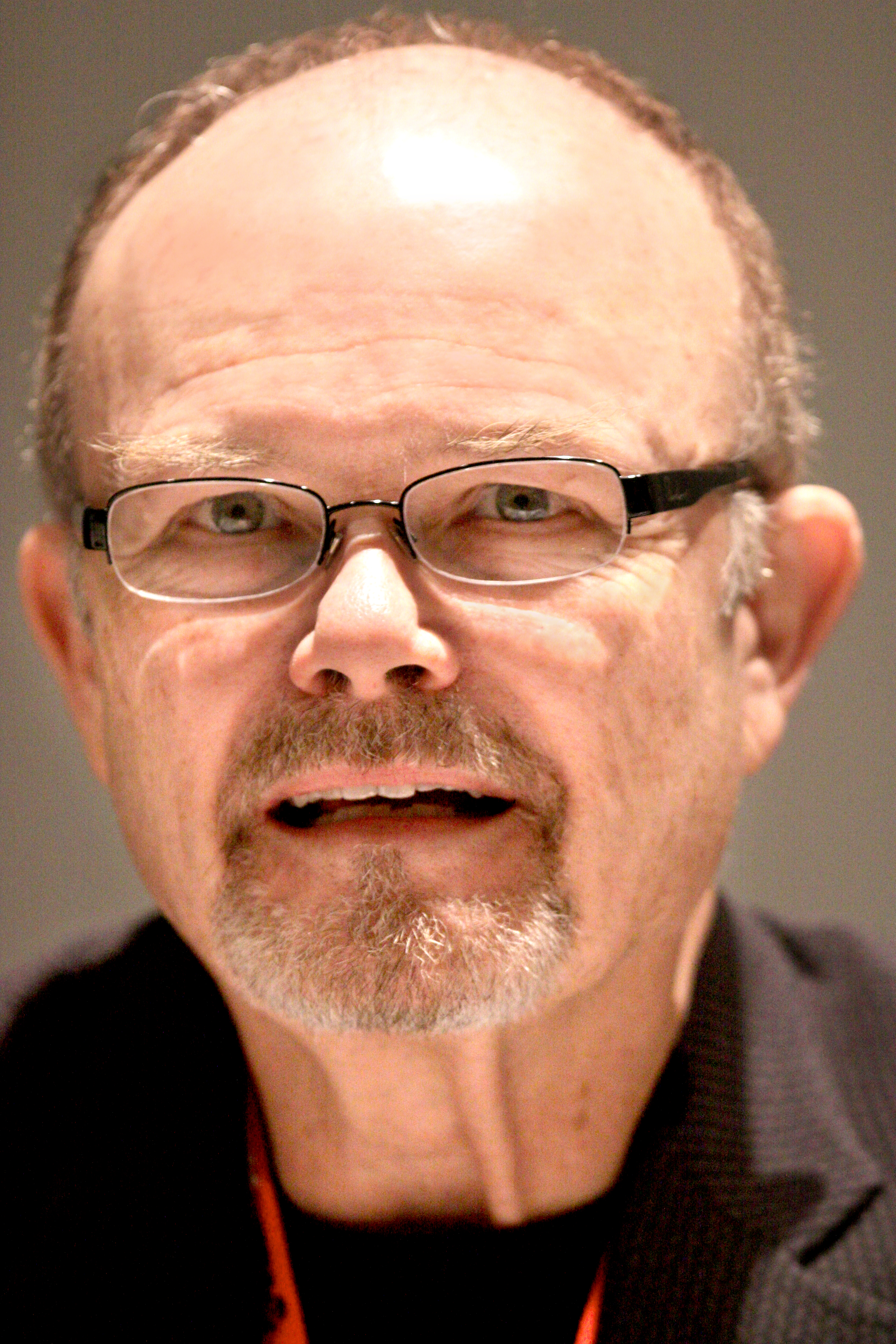
Kurtwood Smith al San Diego Comic-Con nel 2010
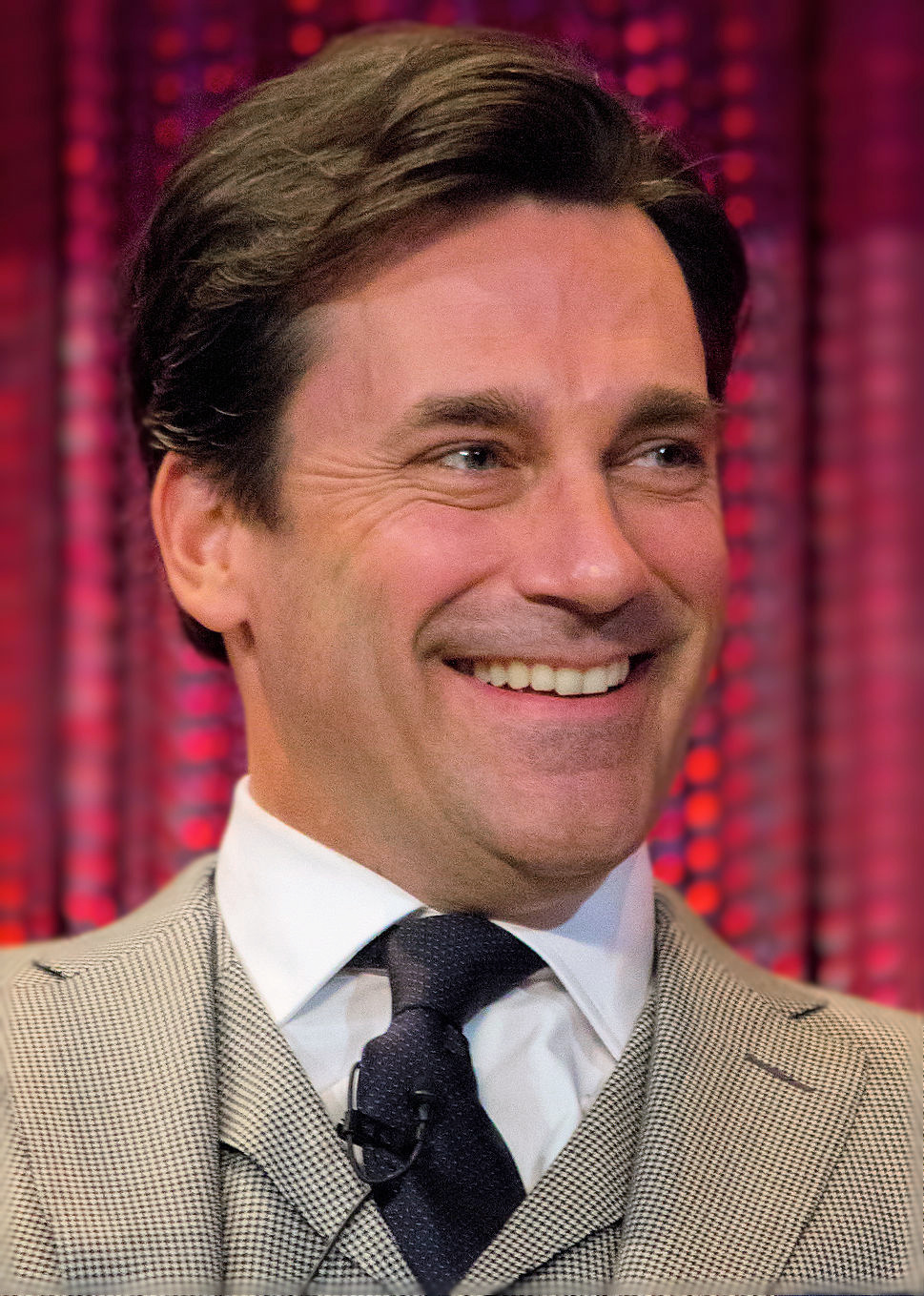
Jon Hamm al PaleyFest nel 2014
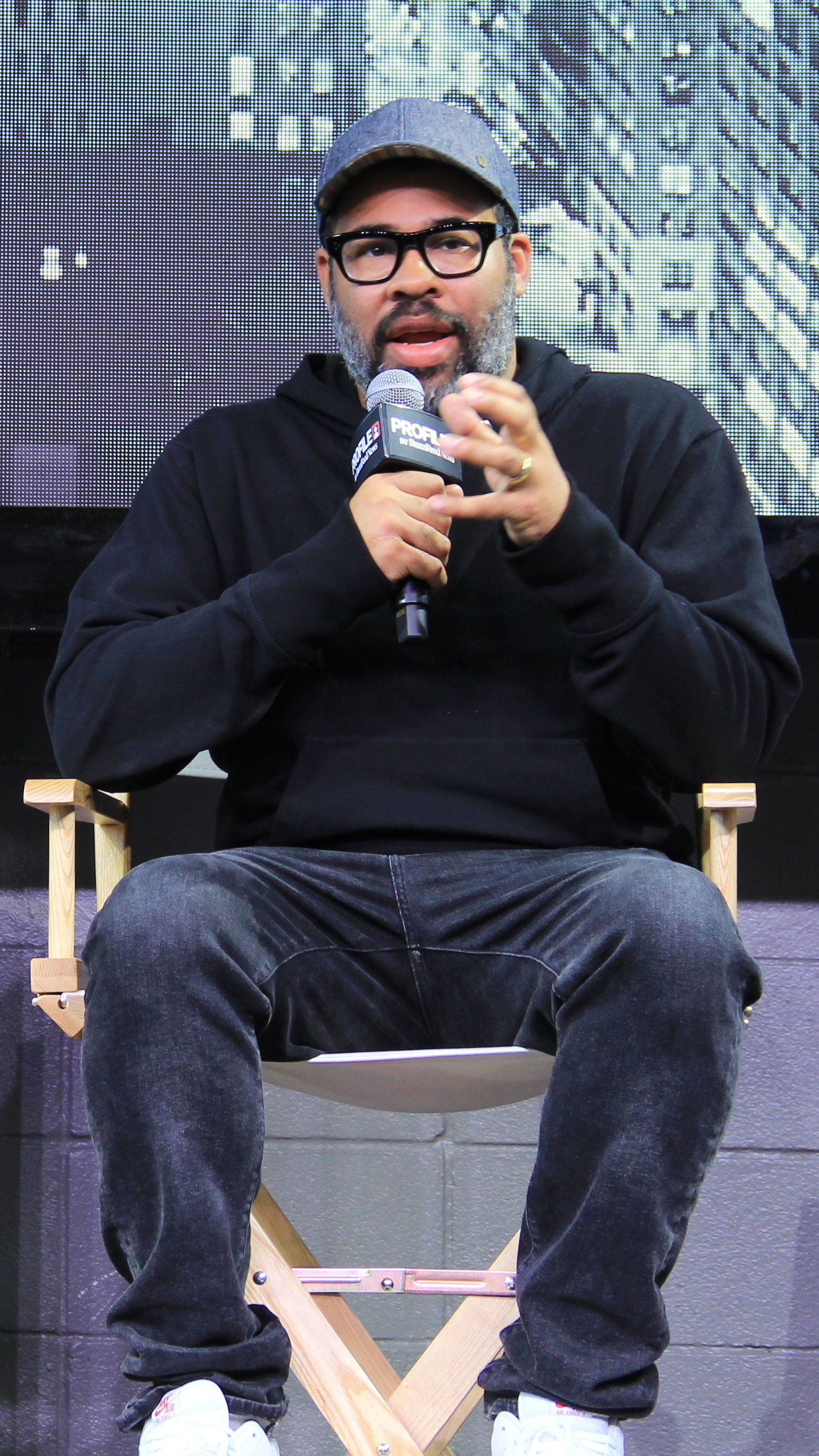
Jordan Peele al South by Southwest nel 2019
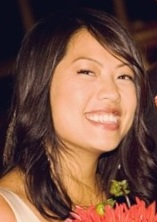
Kulap Vilaysack nel 2015
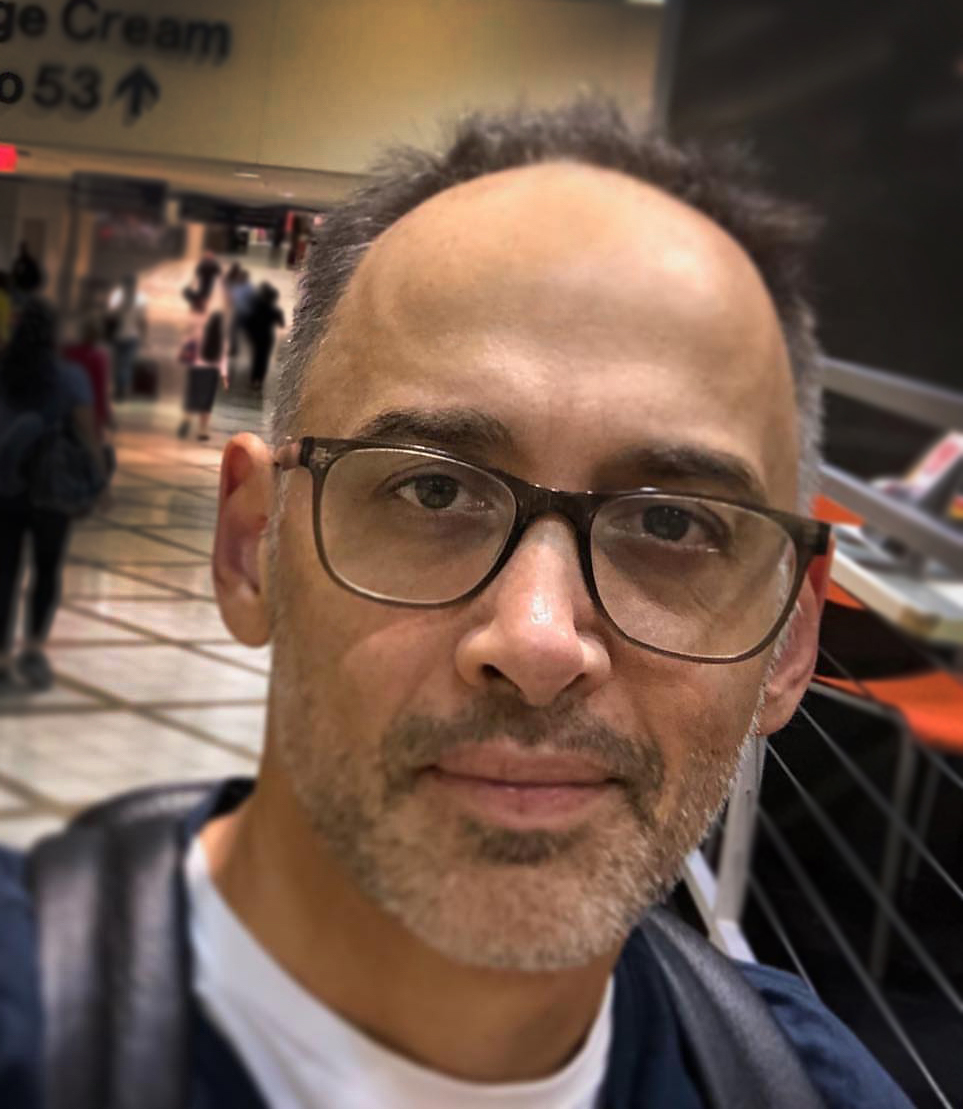
David Wain nel 2019

  - Nick Offerman al Montclair Film nel 2018
  - Nick Kroll al Toronto International Film Festival nel 2016
  - Ed Helms nel 2014
  - John Ross Bowie al San Diego Comic-Con nel 2017
  - Kurtwood Smith al San Diego Comic-Con nel 2010
  - Jon Hamm al PaleyFest nel 2014
  - Jordan Peele al South by Southwest nel 2019
  - Kulap Vilaysack nel 2015
  - David Wain nel 2019

## Produzione
Durante le prime tre stagioni, parti della serie sono state girate nel North Hollywood Medical Center, lo stesso ex ospedale utilizzato per le riprese di Scrubs - Medici ai primi ferri e molti altri film e programmi televisivi, fino alla sua demolizione nel 2011. Come parodia dell'episodio andato in onda dal vivo Diritto di immagine di E.R. - Medici in prima linea, il finale della seconda stagione di Childrens Hospital è stato promosso come trasmissione in diretta.

## Riconoscimenti
Nel corso della sua trasmissione, la serie ha vinto 4 Primetime Emmy Award ed è stata nominata per altri 4.

## Altri media

### Serie spin-off
Le finte pubblicità televisive presentate durante la prima stagione di Childrens Hospital hanno originato futuri programmi per il blocco televisivo Adult Swim. Una pubblicità per una parodia del genere police procedural ha portato alla creazione di NTSF:SD:SUV:: (abbreviazione di National Terrorism Strike Force: San Diego: Sport Utility Vehicle) ed è stato trasmesso dal 2011 al 2013. Allo stesso modo, uno spot con l'attore Chris Elliott che promuoveva una bevanda salutare immaginaria chiamata "Nutricai" si è rivelato essere un collegamento con un episodio della futura serie Eagleheart, nel quale in un episodio il personaggio di Elliott si unisce a un'attività di multi-level marketing per il quale inizia a vendere lo stesso prodotto.
Alcuni episodi di Childrens Hospital presentavano una parodia dei notiziari chiamata Newsreaders, nello stile di 60 Minutes della CBS. La serie Newsreaders è diventata un programma a sé stante su Adult Swim, trasmesso in anteprima dal gennaio 2013. L'autore televisivo Jim Margolis, ex co-produttore esecutivo di The Daily Show, è stato lo showrunner per la serie, sviluppandola assieme a Wain, Corddry e Jonathan Stern.
Nel 2011, Corddry ha dichiarato che il cast e il team creativo di Childrens Hospital stavano lavorando alla realizzazione di un film separato da Childrens Hospital, con una storia e personaggi diversi.
Nel 2017, Corddry ha annunciato che era in fase di sviluppo una serie spin-off di Childrens Hospital di genere thriller, strutturato attorno a una narrazione seriale dalla durata di una stagione. La nuova serie avrebbe presentato diversi membri del cast originale, oltre a condividere lo stesso tono comico di Childrens Hospital, ma diversa da quest'ultima sotto diversi aspetti. Nel febbraio 2019, Netflix ha annunciato un ordine di dieci episodi per la serie comica Medical Police, con gli attori Erinn Hayes e Rob Huebel affiancati da Åkerman, Bell, Corddry e Marino in ruoli ricorrenti. La serie è stata presentata in anteprima il 10 gennaio 2020.